# Erechthias spodomicta
Erechthias spodomicta är en fjärilsart som beskrevs av Edward Meyrick 1915. Erechthias spodomicta ingår i släktet Erechthias och familjen äkta malar. Inga underarter finns listade i Catalogue of Life. Artens utbredningsområde är Indien.